# Thynnichthys thynnoides
Thynnichthys thynnoides es una especie de peces de la familia Cyprinidae en el orden de los Cypriniformes.

## Morfología
Los machos pueden llegar alcanzar los 25 cm de longitud total.

## Hábitat
Es un pez de agua dulce.

## Distribución geográfica
Se encuentran en las cuencas de los ríos Mekong, Chao Phraya y Maeklong y la Península de Malaca, Sumatra y Borneo .